# Cauda-equina-Syndrom
Als Cauda-equina-Syndrom (Cauda-equina-Kompressions-Syndrom) wird eine Kombination mehrerer neurologischer Ausfallsstörungen bezeichnet, die auf einer massiven Quetschung der Cauda equina beruhen.
Symptome eines Cauda-equina-Syndroms können sein:
- Rückenschmerzen, die bis über das Knie in einen oder beide Unterschenkel ausstrahlen (sogenannte radikuläre Schmerzen)
- Reithosenanästhesie (Sensible Störungen im Gesäß- und Oberschenkelbereich)
- Fehlender Patellarsehnenreflex (L4) und/oder fehlender Achillessehnenreflex (S1)
- Motorische Ausfälle im Bein- und besonders im Fußbereich (z. B. Fußheberschwäche)
- Plötzliche, mit den Beschwerden gekommene Impotenz
- Harn- und Stuhlinkontinenz durch Schädigung des Nervus pudendus (S2-S4)
- reduzierter Sphinktertonus bei rektaler Untersuchung

Ein Cauda-equina-Syndrom besteht vor allem bei schweren Bandscheibenvorfällen, im Rahmen von Metastasen im Bereich der unteren Wirbelsäule oder tritt nach Operationen wie Versteifungen auf, wenn die Nerven über längere Zeit gequetscht waren/sind. Im ersten Fall erfordert es einen sofortigen neurochirurgischen Eingriff, um die Nerven möglichst schnell wieder zu dekomprimieren. Gelingt dies nicht innerhalb der ersten sechs Stunden nach Auftreten der Beschwerden, muss damit gerechnet werden, dass die Nerven dauerhaft geschädigt sind und der Patient damit dauerhaft an Symptomen des Cauda-equina-Syndroms leiden wird.